# Justicia depauperata
Justicia depauperata är en akantusväxtart som beskrevs av T. Anders.. Justicia depauperata ingår i släktet Justicia och familjen akantusväxter. Inga underarter finns listade i Catalogue of Life.